# أندريس غوميز
أندريس غوميز (بالفرنسية: Andrés Gómez) مواليد 27 فبراير 1960 في غواياكيل، هو لاعب كرة مضرب فرنسي سابق بدأ مسيرته كمحترف سنة 1979 وكان يلعب باليد اليسرى، اعتزل اللعب في 1995. كما أنه أحد أبطال الجراند سلام. أعلى تصنيف له في الفردي كان المركز الـ 4 في سنة 1990.

## بطولات حققها
- دورة رولان غاروس الدولية
- بطولة أمريكا المفتوحة للتنس

## النهائيات

### نهائيات البطولات الكبرى

#### الفردي: 1 (1–0)
| الحصيلة | السنة | البطولة                  | الأرضية | المنافس      | النتيجة            |
| ------- | ----- | ------------------------ | ------- | ------------ | ------------------ |
| الفوز   | 1990  | دورة رولان غاروس الدولية | ترابية  | أندريه أغاسي | 6–3, 2–6, 6–4, 6–4 |

### الزوجي: 2 (2–0)
| الحصيلة | السنة | البطولة                     | الأرضية | الشريك                | المنافس                          | النتيجة                 |
| ------- | ----- | --------------------------- | ------- | --------------------- | -------------------------------- | ----------------------- |
| الفوز   | 1986  | بطولة أمريكا المفتوحة للتنس | صلبة    | سلوبودان زيفوجينوفيتش | يواكيم نيستروم ماتس ويلندر       | 4–6, 6–3, 6–3, 4–6, 6–3 |
| الفوز   | 1988  | دورة رولان غاروس الدولية    | ترابية  | إميليو سانشيز         | جون فيتزجيرالد (تنس) أندرس جاريد | 6–3, 6–7, 6–4, 6–3      |

## روابط خارجية
- أندريس غوميز على موقع رابطة محترفي التنس (الإنجليزية)
- أندريس غوميز على موقع الاتحاد الدولي لكرة المضرب (الإنجليزية)
- أندريس غوميز على موقع كأس ديفيز (الإنجليزية)
- أندريس غوميز على موقع خلاصة التنس.كوم (الإنجليزية)